# Колібрі рогатий
Колі́брі рогатий (Heliactin bilophus) — вид серпокрильцеподібних птахів родини колібрієвих (Trochilidae). Мешкає в Південній Америці. Це єдиний представник монотипового роду Рогатий колібрі (Heliactin).

## Опис

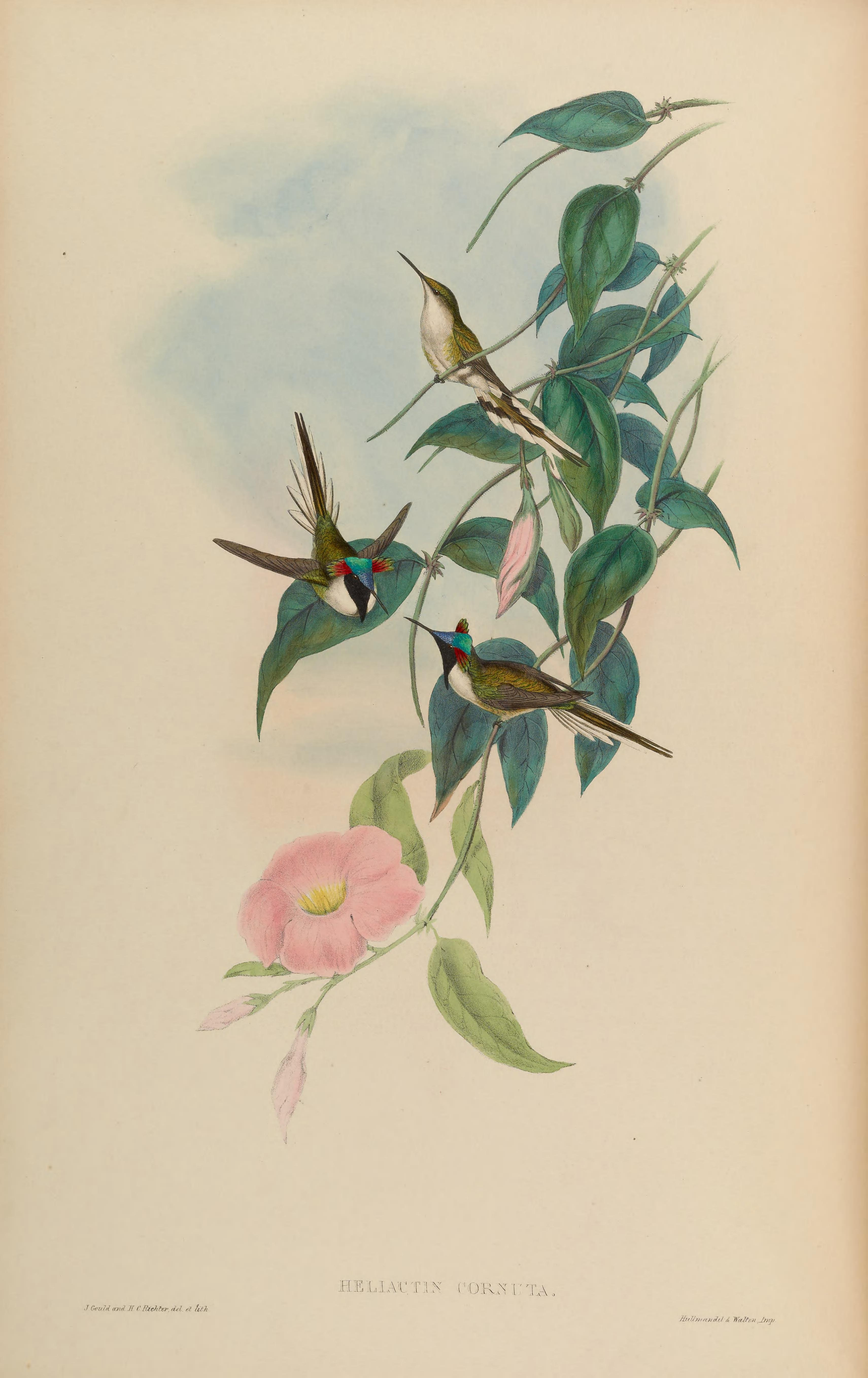
Рогаті колібрі

Довжина птаха становить 9,5-11 см, вага 1,8-2,8 г. У самців над очима є пучки райдужного червоного, синього і золотистого пір'я. Тім'я у них темно-синє, блискуче, спина і надхвістя бронзово-зелені. Центральні стернові пера зелені, дві центральні пари видовжені, крайні стернові пера білі. Обличчя, горло і верхня частина грудей чорні, шия і живіт білі. У самиць чорна пляма на голові і нижній частині тіла відсутня, як і райдужні пера на голові.

## Поширення і екологія
Рогаті колібрі мешкають на більшій частині центральної Бразилії, від східного Мараньяна на південь до Сан-Паулу і на захід до західного Мату-Гросу і до болівійського департамента Санта-Крус. Також вони зустрічаються на півдні Суринаму і в деяких районах на півночі і крайньому заході Бразилії, а штатах Амапа і Акрі. Рогаті колібрі живуть в різноманітних відкритих і напіввідкритих ландшафтах, зокрема в галерейних лісах, саванах серрадо, на луках і в садах. Зустрічаються переважно на висоті до 500 м над рівнем моря, місцями на висоті до 1000 м над рівнем моря. На півдні ареалу рогаті колібрі ведуть осілий спосіб життя, в центральній і східній Бразилії вони здійснюють міграції, реагуючи на цвітіння деяких видів рослин.
Рогаті колібрі живляться нектаром квітучих дерев і чагарників, а також комахами, яких ловлять в польоті або збирають з рослинності. Шукають їжу в середньому ярусі лісу. Сезон розмноження у них триває з червня по жовтень, в деяких районах починаючи з квітня. Гніздо робиться з м'якого рослинного матеріалу і павутиння, зовні покривається лишайником, розміщується на розвоєній гілці чагарника, на висоті 1 м над землею, іноді вище. В кладці 2 яйця. Інкубаційний період триває 13 днів, пташенята покидають гніздо через 20-22 дні після вилуплення.